# سنگ‌غلتان مکزیکی
سنگ‌غلتان مکزیکی (نام علمی: Campostoma ornatum) نام یک گونه از سرده سنگ‌غلتان است.